# Mick Foley
Mick Foley (født 7. juni 1965) er en tidligere amerikansk wrestler, der har wrestlet for bl.a. World Championship Wrestling (WCW), Extreme Championship Wrestling (ECW), World Wrestling Entertainment (WWE) og Total Nonstop Action Wrestling (TNA) under forskellige ringnavne, primært Mankind, Cactus Jack og Dude Love. Han har siden 2011 været på en særlig legende-kontrakt med WWE. Derudover er han også forfatter, tv-kommentator og komiker. 
I wrestlingbranchen betegnes Mick Foley ofte som en af de største stjerne inden for hardcore-wrestling, og han deler øgenavnet "The Hardcore Legend" med Terry Funk. 
I løbet af sin karriere har han vundet fire VM-titler: Han har vundet WWF Championship tre gange og TNA World Heavyweight Championship én gang. Derudover har han vundet VM-titlen for tagteams 11 gange med sejre i WWE, ECW og WCW. Han var ligeledes den første til at vinde WWE Hardcore Championship. I 2013 vil han blive indlemmet i WWE Hall of Fame. 
Siden Mick Foley forlod wrestlingbranchen som aktiv deltager, har han medvirket i flere organisationer som gæstedommer og som kommentator på tv-programmer. Wrestlingdokumentaren Beyond the Mat fokuserede på Foleys liv inden for og uden for ringen, da han var på sit højeste. 

## Wrestlingkarriere

### Tidlig karriere (1983-1991)
Mick Foley tog sit første farlige fald ud af mange flere, der senere skulle komme, fra sit hustag tilbage i starten af 1980'erne. Dette klip blev filmet, og i dag anerkendes det som det første filmede eksempel på backyard-wrestling. Foley var inspireret af WWF-wrestleren Jimmy Snuka, der var kendt for netop farlige angreb fra høje steder, så han ville selv prøve det. Foley begyndte at træne wrestling under ledelse af Dominic DeNucci i Pennsylvania, og han fik sin debut i 1983.  
Efter nogle år begyndte Mick Foley at få tilbud fra forskellige regionale wrestlingorganisationer. I 1986 wrestlede han bl.a. i Memphis under ringnavnet Cactus Jack. I 1988 fik han sin debut i World Class Championship Wrestling (WCCW) under samme navn. Det var her Mick Foley vandt sin første titel i karrieren. Senere fik Foley sin debut i blandt en af verdens største wrestlingorganisationer, World Championship Wrestling (WCW), hvor han wrestlede ved Clash of the Champions X. I samme periode var Foley involveret i en biluheld, hvor han mistede sine to fortænder, og han fik derved det udseende, som han senere blev verdenskendt på. Efter kampen i WCW vendte Foley tilbage til mindre wrestlingorganisationer. 

### World Championship Wrestling (1991-1994)
Berygtede hardcore-matcher, eksempelvis steel cage match og falls count anywhere match, blev Mick Foleys varemærker, og det fik øjnene op hos World Championship Wrestling, der skrev kontrakt med Mick Foley i 1991. Foley fik sin debut som Cactus Jack i september 1991, hvor han angreb Sting. I sommeren 1992 blev Mick Foley besejret i en falls count anywhere match mod den regerende verdensmester Sting, men Cactus Jack blev besejret.
Det første halvandet år wrestlede Foley som heel-wrestler, men efter at have indledt en fejde med Paul Orndorff, Harley Race og Vader blev Foley face-wrestler. Cactus Jack hjalp bl.a. Stings hold med at besejre Vaders ved Clash of the Champions. Cactus Jack besejrede Vader i april 1993, men i kampen fik han nogle alvorlige tæsk. I en rematch mellem de to blev Cactus Jack powerbombed af Vader på cementgulvet og fik en alvorlig hjernerystelse og mistede midlertidigt følelses i sin fod. Da Cactus Jack vendte tilbage i oktober 1993 blev han besejret af Vader i en af de voldeligste kampe nogensinde i WCW ved Halloween Havoc. Under kampen fik Cactus Jack revet en del af sit øre af. WCW's ledelse nægtede efter denne kamp at booke flere kampe mellem Vader og Cactus Jack. 
I sommeren 1994 havde Mick Foley muligheden for at vinde WCW World Tag Team Championship sammen med sin makker Kevin Sullivan eller få sit øre sat sammen igen. Foley valgte VM-bælterne og vandt sin første og eneste titel i WCW, da tagteamet besejrede Pretty Wonderful (Paul Orndorff og Paul Roma). Kort efter forlod Foley organisationen og skrev kontrakt med Extreme Championship Wrestling (ECW). 

### Extreme Championship Wrestling (1994-1996)
Mick Foley fik sin debut i ECW i 1994 under ringnavnet Cactus Jack, hvor i sin tid der var ECW World Tag Team Championship to gange sammen med Mikey Whipwreck. I denne periode wrestlede Foley også for andre wrestlingorganisationer, bl.a. Smoky Mountain Wrestling og International Wrestling Association of Japan. I ECW fik han i 1995 en gimmick, hvor han skulle kritisere ECW-produktet og samtidig rose konkurrenterne - WWF og WCW. 
Foley wrestlede sin sidste kamp i ECW i april 1996, da han havde fået et tilbud fra World Wrestling Federation (WWF). ECW-fans havde længe kritiseret Foley for at sælge ud og forlade ECW, der er langt mindre wrestlingorganisation, men under Foleys sidste kamp mod Shane Douglas valgte de - af respekt over for Foley - at tiljuble ham. Foley har senere sagt, at hans ECW-farvel er det øjeblik, han er mest stolt af i sin karriere.

### World Wrestling Federation/Entertainment (1996-2008)

#### Foleys tre ansigter (1996-1998)
Mick Foley fik sin debut i World Wrestling Federation (WWF) i 1996 under en ny gimmick, Mankind. Mankind var en sindsforvirret og skizofren person, der konstant skreg (selv under sine kampe), han hylede efter sin mor, snakkede til en rotte med navnet George, nød voldsom smerte, mishandlede sig selv bl.a. ved at hive hår ud af hovedet på sig selv, bar en maske og levede i en fyrkælder. Mankind fik sin debut dagen efter WrestleMania XII, hvor han startede en fejde med The Undertaker. The Undertakers manager, Paul Bearer, vendte sig kort tid efter mod ham, og Bearer sluttede sig til Mankind, der kaldte ham for onkel Paul.
Mankind fik sin første VM-titelkamp mod WWF-verdensmesteren Shawn Michaels ved WWF's In Your House-show, hvor han dog tabte på grund af både Vaders og The Undertakers indblanding. Senere introducerede Mick Foley endnu en gimmick i WWF, denne gang ringnavnet Dude Love. Sammen med Steve Austin lykkedes det Dude Love at vinde sin første titel i WWF i form af WWF Tag Team Championship. Under et liveindslag på tv diskuterede Foleys to gimmicks - Mankind og Dude Love - hvem af de to der skulle i ringen for at wrestle. I sidste ende besluttede "de", at Foleys gamle gimmick fra WCW, Cactus Jack, skulle i ringen. Cactus Jack fik dermed sin debut i WWF også. Under den traditionsrige Royal Rumble match i januar 1998 fik Mick Foley tre pladser i kampen - som Mankind, Dude Love og Cactus Jack. Ved WrestleMania XIV vandt Cactus Jack og Chainsaw Charlie (Terry Funk) WWF Tag Team Championship ved at besejre New Age Outlaws. Foley og Funk fik dog frataget VM-bælterne aftenen efter. 
I april 1998 blev Mick Foley heel-wrestler, da han vendte sig mod den nye verdensmester Steve Austin. Under ringnavnet Dude Love fik Foley en VM-titelkamp mod Austin - dog uden succes. Derefter wrestlede Mick Foley endnu en VM-titelkamp mod Austin - for første gang under sit rigtige navn - men Foley tabte kampen. 

#### Hell in a Cell (1998)
Mick Foley vendte snart tilbage i rollen som Mankind og genoptog fejden med The Undertaker. Ved WWF's King of the Ring mødtes de to i en hell in a cell match. I en af de mest berømte wrestlingkampe nogensinde fik Foley adskillige voldsomme skader og tog to meget farlige og højt indflydelsesrige fald i kampen. Kampen startede oven på cellen (et kæmpe stålbur omkring ringen), og The Undertaker kastede Foley ned fra taget, og cirka fem meter længere nede landede Foley på et kommentatorbord. Lægerne, sikkerhedspersonalet og WWF-ejer Vince McMahon kom løbende til ringside ude fra backstage-området for at tjekke, hvor voldsomt Mick Foley var kommet til skade. 
I minutterne efter blev Foley taget ud på en båre, mens The Undertaker fortsat stod øverst på stålburet, der blev hejst, så båren kunne komme forbi. På vej ned ad gangen mod backstage-området rejste Foley sig op og begyndte at bevæge op imod ringen igen. Foley klatrede igen op øverst på cellen og kæmpede videre med The Undertaker. The Undertaker chokeslammede Foley på stålburet, der gav efter, så Foley faldt igennem og direkte ned i ringgulvet, og Foley blev slået bevidstløs. The Undertaker har senere indrømmet, at han troede, Foley var død, da han så ham ligge livløs midt i ringen.
Terry Funk, der på tv var Foleys ærkerival, og andre tæt ved ringside løb ind i ringen for igen at tjekke til Foley, der efter noget tid kom til bevidsthed. The Undertaker chokeslammede Funk for at give noget mere tid til Foley til at komme sig, så kampen kunne fortsætte. Kort efter viste tv-billeder en smilende Foley, der så ud til at nyde den voldsomme smerte fra de to massive fald fra toppen af buret. Han blødte fra både munden og næsen, og han havde en løs tand siddende i næsen. Kampen fortsatte, og The Undertaker nåede at chokeslamme Foley på hundredvis af tegnestifter, som Foley selv havde smidt ud på ringgulvet. The Undertaker vandt senere kampen, og Foley fik på sin vej ud et stående bifald af publikum, selv om han var heel-wrestleren.
I sin selvbiograf fortæller Mick Foley, at han ikke kan huske store dele af kampen. Han blev nødt til at se kampen på bånd for at kunne skrive om den. Kampen blev af Pro Wrestling Illustrated kåret som årets kamp i 1998. Selv om kampen er blevet rost til skyerne, har den også modtaget en del kritik, fordi Foleys to berømte fald i kampen var alt for voldsomme, og det ville være alt for risikabelt at overgå faldene i fremtiden, hvis nogle skulle forsøge at lave noget lignende eller mere ekstremt. WWF-ejer Vince McMahon ringede til Foley og takkede for alt, han havde gjort for wrestlingorganisationen, men bad ham samtidig om at love, at han aldrig ville gøre noget lignende. 

#### Verdensmester og karrierestop (1998-2000)
Selv om WWF-fans umiddelbart efter sin hell in a cell match mod The Undertaker, følte Mick Foley ikke, at hans Mankind-karakter som en fortabt sjæl fik den massive opbakning fra fans, selv om Mankind sammen med Kane vandt WWF Tag Team Championship to gange i løbet af sommeren 1998. Foley begyndte at ændre Mankind-gimmicken, så den blev mere en komedie-karakter. 
Efter WWF's SummerSlam i sommeren 1998 begyndte Mankind at blive gode venner med Mr. McMahon, der var hadet i WWF. McMahon blev dog irriteret over Mankinds og adfærd. I september introducerede Mankind en sok med navnet Mr. Socko til McMahons frustration, og sokken blev en kæmpe succes for Foleys karakter. McMahon begyndte at udnytte Foley, der så ham som en faderfigur i WWF. McMahon skabte WWF Hardcore Championship, som han gav til Mankind. I efteråret 1998 blev det ledige WWF Championship sat på spil i en turnering ved WWF's Survivor Series. Det så ud til, at McMahon banede vejen, så Mankind kunne vinde VM-titlen, men i finalen om VM-bæltet mod The Rock vendte McMahon sig mod Mankind, og The Rock vandt WWF Championship. 
I den kommende tid fik Mankind flere VM-titelkampe mod The Rock. I december 1998 lykkedes det Mankind at besejre The Rock og vinde sin første VM-titel på Monday Night Raw. Episoden blev vist forskudt mandag d. 4. januar 1999, der officielt er dato, hvor hans tid som verdensmester begyndte. WWF's konkurrence, World Championship Wrestling, afslørede, at Foley, der tidligere havde wrestlet som Cactus Jack i WCW, ville vinde VM-titlen ved at fortælle resultatet på WCW Monday Nitro, der blev sendt live samme aften. Det gav dog bagslag for WCW, da hundredtusindvis af seere skiftede fra Nitro til Raw. 
Ved WWF's Royal Rumble i januar tabte Mankind VM-titlen til The Rock i en "I Quit" match. Under kampen fik Foley 11 ubeskyttede slag med en stol i hovedet. Det viste sig senere, at Mankind aldrig sagde ordene "I quit", men i stedet for var det et båndet indslag, der kørte over højttalerne. Pro Wrestling Illustrated kårede kampen som årets kamp i 1999. Mankind vandt WWF Championship for anden gang, da han i halvlegsshowet inden Super Bowl XXXIII besejrede The Rock i en rematch. Mankind forsvarede VM-titlen mod The Rock ved WWF's St. Valentine's Massacre, men tabte titlen næste aften under en liveepisode af Monday Night Raw til The Rock, der fik hjælp af Big Show. 
Ved WWF's SummerSlam i august vandt Mankind VM-titlen for tredje gang, da han besejrede den nye WWF-verdensmester Steve Austin og Triple H i en triple threat match. Det rygtes, at Mankind vandt VM-titlen, fordi Steve Austin, der var plaget af skader, ikke ville tabe titlen til Triple H. Næste aften vandt Triple H WWF Championship fra Mankind på Monday Night Raw. 
I efteråret 1999 blev Mankind og The Rock gode venner igen. De dannede tagteamet The Rock 'n' Sock Connection og vandt WWF Tag Team Championship tre gange. Samtidig skaffede et livesegment på Monday Night Raw det højeste antal seere nogensinde - en rekord, der stadig eksisterer. Det skete den 27. september 1999, hvor Mankind afholdte et "Her er dit liv"-segment for The Rock.
Mankind genoptog sin fejde mod Triple H i 2000. I en måde at skræmme Triple H vendte Foley tilbage sin gimmick som Cactus Jack, der udfordrede WWF-verdensmester til en kamp ved WWF's Royal Rumble, som Foley dog tabte. Foley satte sin karriere på spil i en VM-titelkamp mod Triple H ved WWF's No Way Out. Kampen var en hell in a cell match, som Cactus Jack dog tabte. Mick Foley var derfor nødsaget til at indstille karrieren, men han gjorde comeback kort tid efter, da han fik muligheden for at deltage i main event'en ved WrestleMania 2000. Her vandt Triple H en VM-titelkamp med i alt fire deltagere (Foley, The Rock og Big Show deltog også). Der skulle herefter gå fire år, før Mick Foley wrestlede igen. 

#### WWF-kommissær (2000-2001)
Efter karrierestoppet begyndte Mick Foley under sit rigtige navn som kommissær i World Wrestling Federation. Foley har sagt, at intentionen var, at han skulle være "en rollemodel for nørder", der fortalte dårlige vittigheder og ikke ville fremstå sej eller skræmmende (som hans andre gimmicks). En gentagende joke var, at Foleys altid havde kontor mærkelige steder under WWF's liveudsendelser, fx skabe og toiletter. Som kommissær indledte Foley fejder med Kurt Angle, Christian og Edge - uden at kæmpe mod dem i ringen. I oktober 2001 fortalte han WWF's ledelse, at der efter opkøbet af både WCW og ECW nu var alt for mange titler i WWF, der var blevet USA's eneste verdensomspændende wrestlingorganisation. Derfor bookede han titelforeningskampe ved WWF's Survivor Series. Kort efter forlod Foley WWF.

#### Gæsteoptrædener og WWE-farvel (2003-2008)
Mick Foley vendte tilbage til organisationen, der i 2002 var blevet omdøbt til World Wrestling Entertainment (WWE). Han skulle være gæstedommer i kampen mellem Triple H og Kevin Nash ved WWE's Bad Blood. I december 2003 overtog han i en kort periode rollen som adm. direktør på Raw fra Steve Austin. Foley vendte tilbage til ringen og deltog i den årlige Royal Rumble match i januar 2004, hvor han eliminerede Randy Orton fra heel-gruppen Evolution. Ved WrestleMania XX gendannede han sit tagteam sammen med The Rock, men de tabte til Evolution (Randy Orton, Ric Flair og Batista) i en 2-mod-3-kamp. Orton besejrede også Foley ved WWE's Backlash om WWE Intercontinental Championship.
I 2005 vendte Foley tilbage som Mankind og besejrede Carlito ved WWE's Taboo Tuesday. Fans kunne stemme online på, hvilken gimmick Foley skulle wrestle som. Ved WrestleMania 22 blev Foley besejrede af Edge i en brutal hardcore-kamp, hvor Foley blev kastet gennem et brændende bord. Da WWE genoptog ECW-brandet i WWE, teamede Foley op sammen med Edge og Lita og besejrede Terry Funk, Tommy Dreamer og Beulah McGillicutty ved One Night Stand. 
Foley næste kamp var mod den 16-dobbelte verdensmester Ric Flair. De havde svinet hinanden til i deres respektive selvbiografier. Ved WWE's Vengeance vandt Ric Flair, og Flair gentog succes ved WWE's SummerSlam i august 2006. Mick Foley wrestlede nogle få gange i WWE i 2007 og 2008, inden han i en kort periode fungerede som kommentator på tv-programmet SmackDown. Det fungerede dog ikke tilfredsstillende for Foley at være kommentator, og han lod sin kontrakt med WWE udløbe i september 2008.

### Total Nonstop Action Wrestling (2008-2011)

#### Verdensmester i TNA (2008-2009)
I september 2008 skrev Mick Foley kontrakt med Total Nonstop Action Wrestling (TNA), den andenstørste wrestlingorganisation i Nordamerika efter WWE. Han var gæstedommer ved TNA's Bound for Glory i kampen mellem Jeff Jarrett og Kurt Angle. I oktober på TNA's ugentlige tv-program Impact! blev det afsløret, at Mick Foley var medejer af TNA sammen med Jeff Jarrett.
I januar 2009 fik Mick Foley sin debutkamp i TNA. Sammen med Brother Devon og A.J. Styles lykkedes det Mick Foley at besejre heel-gruppen The Main Event Mafia (Booker T, Scott Steiner og Cute Kip, sidstnævnte var erstatning for en skadet Kevin Nash) ved TNA's Genesis. 
Ved TNA's Lockdown i april 2009 lykkedes det Mick Foley at besejre den regerende verdensmester Sting i en VM-titelkamp om TNA World Heavyweight Championship. Det var Foleys første VM-titelsejr i 10 år og hans fjerde i karrieren. Foley mistede VM-bæltet igen ved TNA's Slammiversary til Kurt Angle. Foley tabte også en rematch måneden efter til Angle.
I juli 2009 lykkedes det Foley at vinde endnu en titel. Med en sejr over Kevin Nash på Impact! vandt han TNA Legends Championship. Ved TNA's Hard Justice tabte Foley titlen tilbage til Nash.

#### Fejde med Abyss, Bischoff og Immortal (2009-2011)
Herefter indledte Mick Foley en fejde med Abyss. Ved TNA's Bound for Glory i oktober 2009 blev han besejret af Abyss i en Monster's Ball match. I januar 2010 gjorde den 12-dobbelte verdensmester Hulk Hogan sin entré i TNA, og Mick Foley var en smule paranoid over, hvem Hogan muligvis tog med sig til organisationen. Ved Hogans TNA-debut blev Mick Foley angrebet af den genforenede gruppe af nWo-wrestlere (Hogans gamle heel-gruppe i WCW) i form af Kevin Nash, Scott Hall og Sean Waltman. To uger senere blev Mick Foley fyret af den nye TNA-chef Eric Bischoff, der også var kommet til TNA sammen med Hogan, fordi han påstod, at Foley havde angrebet ham. Foley fik dog lov at vende tilbage, efter Bischoff havde clearet det med Hogan. Under en episode af Impact! tabte Foley en kamp til Jeff Jarrett, og han forlod TNA's tv-programmer for en periode, fordi han ifølge sin kontrakt ikke havde flere optrædener tilbage. 
I juli 2010 vendte Mick Foley tilbage til TNA og stod for en invasion i TNA af tidligere ECW-wrestlere (kendt som EV 2.0.), heriblandt Rob Van Dam, Tommy Dreamer, Raven, Stevie Richards, Rhino, Brother Devon, Pat Kenney og Al Snow. ECW-wrestlerne fik endda deres eget pay-per-view-show, Hardcore Justice. Efter showet blev ECW-wrestlere angrebet af heel-gruppen Fourtune, der var ledet af den 16-dobbelte verdensmester Ric Flair og A.J. Styles. På Impact! lykkedes det Mick Foley at besejre Ric Flair i en last man standing match. Ved TNA's Bound for Glory kunne Foleys hold besejre Fourtune i en lethal lockdown match. Herefter vendte Foley kun af og til tilbage til TNA's regelmæssige tv-programmer, og Mick Foley blev endeligt sluppet fri af sin kontrakt med TNA i juni 2011.

### Tilbage til WWE (2011-nu)
Mick Foley vendte tilbage til WWE i november 2011 under en turné i Storbritannien og senere på Monday Night Raw i december. Ved WWE's Royal Rumble i januar 2012 deltog Mick Foley i den traditionsrige Royal Rumble match, hvor han blev elimineret af Cody Rhodes. I januar 2013 annoncerede WWE, at Mick Foley vil blive indlemmet i WWE Hall of Fame i 2013, aftenen før WrestleMania XXIX. 